# Murawlewo (Schtschetinka)
Murawlewo (russisch Муравлево) ist ein Dorf (derewnja) in der Oblast Kursk in Russland. Es gehört zum Rajon Kursk und zur Landgemeinde (selskoje posselenije) Schtschetinski selsowjet.

## Geographie
Der Ort liegt gut 3 km Luftlinie nordöstlich des Oblastverwaltungszentrums Kursk im südwestlichen Teil der Mittelrussischen Platte, 4 km vom Sitz des Dorfsowjet – Schtschetinka, 102 km vor Grenze zwischen Russland und der Ukraine, am Fluss Winogrobl (linker Nebenfluss des Tuskar im Becken des Seim).

### Klima
Das Klima im Ort ist wie im Rest des Rajons kalt und gemäßigt. Es gibt während des Jahres eine erhebliche Niederschlagsmenge. Dfb lautet die Klassifikation des Klimas nach Köppen und Geiger.

## Bevölkerungsentwicklung
| Jahr | Einwohner |
| ---- | --------- |
| 2002 | 176       |
| 2010 | ▼163      |

Anmerkung: Volkszählungsdaten

## Verkehr
Murawlewo liegt 7 km vor Fernstraße föderaler Bedeutung R-298 (Kursk – Woronesch – R22 Kaspi; ein Teil der Europastraße E38), 2 km vor Straße regionaler Bedeutung 38K-016 (Kursk – Kastornoje), an der Straße interkommunaler Bedeutung 38N-327 (38K-016 – Murawlewo – Michailowo – Nosdratschewo) und 2 km vom nächsten Bahnhof Nosdratschowo (Eisenbahnstrecke Kursk – 146 km) entfernt.
Der Ort liegt 129 km vom internationalen Flughafen von Belgorod entfernt.